# 槻城ゆう子
槻城 ゆう子（つきしろ ゆうこ）は、イラストレーター、漫画家。
SF、ファンタジー、ホラー小説の挿絵や、『マグナ・スペクトラTCG』、『妖精伝承』、『アクエリアンエイジ』、『モンスターコレクション』などのトレーディングカードゲームのカードイラストを多く手がける。

## 漫画作品
- 素ッ裸の幸せ。（バーズコミックス、1998年）
- 召喚の蛮名 - 学園奇覯譚（ビームコミックス、2003年）
- 通りすがりの怪事件（『コミック特盛新耳袋アトモス』掲載、2014年～）